# Johan Carbonero
Johan Stiven Carbonero Balanta (Santander de Quilichao, Cauca, 20 de julio de 1999) es un futbolista colombiano, juega de extremo y su equipo actual es el Inter de Porto Alegre del Brasileirão A.

## Trayectoria

### Once Caldas
Debuta en el equipo Caldense en el 2018 jugando 33 partidos marcando 1 gol y dando 5 asistencias. Cabe resaltar que el único gol fue marcado en la final de la Copa Colombia 2018 en la ciudad de Medellín frente al  Atlético Nacional, donde al final el Blanco Blanco perdió 2-1. 
En el año 2019 es convocado para la el Mundial sub-20 de la FIFA en Polonia. Y fue llamado por Carlos Queiroz para integrar el grupo completo de la Copa América en Brasil.
El 21 de agosto del 2019, en la fecha 7, le marcó gol de media cancha a Patriotas FC en el empate a 2 en Manizales.
Cierra el 2019 jugando 26 partidos marcando 5 goles y dándonos 5 asistencias, además de ser convocado para el Torneo Preolímpico de 2020, donde debuta en la segunda fecha marcando el último gol en la victoria frente a Ecuador por 4-0.

### Gimnasia La Plata
El 26 de septiembre es confirmado como nuevo jugador de Club de Gimnasia y Esgrima La Plata de la Liga Profesional de Fútbol Argentino siendo su primera experiencia internacional. Debuta el 30 de octubre con gol en la goleada 3 por 0 sobre Patronato, en su segundo partido el 8 de noviembre vuelve y marca gol en el empate a dos goles frente a Vélez Sarsfield.

### Racing Club
Luego de pasar 3 años en Gimnasia La Plata, Racing Club adquiere sus servicios comprando el 75% de su pase en una cifra cercana a los 3,8 millones de dólares con un contrato que lo liga a la institución hasta mediados de 2026.
Rápidamente, con solo un par de prácticas desde que llegó al club, Johan debuta como titular con Racing en la goleada 5-0 ante Aldosivi por la quinta fecha de la Liga Profesional 2022.
El 6 de noviembre de 2022 se consagra campeón y consigue el primer título de su carrera con Racing Club al ganar el Trofeo de Campeones 2022.
El 20 de enero de 2023 se consagra campeón y consigue el segundo título de su carrera con Racing Club al ganar la Supercopa Internacional 2023.

### Inter de Porto Alegre
En enero de 2025, Carbonero es cedido al Sport Club Internacional con una opción de compra de 4 millones de dólares. Su debut en el Colorado ocurrió el 28 de enero en el Campeonato Gaúcho frente al Esporte Clube São José. El partido termino 2-0 a favor del Inter, con Carbonero anotando un gol.

## Selección nacional

### Categoría inferiores
En 2018 entrenó con la selección absoluta de Colombia antes del mundial de Rusia 2018.
Carbonero fue seleccionado para jugar por la selección de Colombia sub-20 que jugó el Mundial sub-20 de la FIFA en Polonia. En la ante sala del mundial, anotó el tercer gol de la victoria por 3-1 ante la selección de México sub-20, por un encuentro amistoso en Austria. En el campeonato mundial, Carbonero no anotó goles y fue expulsado en los Cuartos de final frente a Ucrania quien después sería la campeona del certamen. 

#### Participaciones en Copas del Mundo Juveniles
| Mundial                  | Sede    | Resultado        | PJ | GA | Asis |
| ------------------------ | ------- | ---------------- | -- | -- | ---- |
| Copa Mundial Sub-20 2019 | Polonia | Cuartos de final | 4  | 0  | 1    |

#### Participaciones en Torneos Juveniles
| Torneo                               | Sede                       | Resultado                  | PJ | GA | Asis |
| ------------------------------------ | -------------------------- | -------------------------- | -- | -- | ---- |
| Sudamericano Sub-20 de 2019          | Chile                      | Cuarto lugar               | 6  | 0  | 0    |
| Preolímpico Sudamericano Sub-23 2020 | Colombia                   | Cuarto lugar               | 5  | 1  | 0    |
| Total en Torneos Juveniles           | Total en Torneos Juveniles | Total en Torneos Juveniles | 11 | 1  | 0    |

### Selección mayores
En junio de 2019 recibe su primer llamado a la Selección de Colombia por parte de Carlos Queiroz para integrar el grupo de la Copa América.

#### Participaciones enEliminatorias al Mundial
| Eliminatoria                               | Sede del Mundial                | Posición      | Resultado  | PJ                                | GA | Asis |
| ------------------------------------------ | ------------------------------- | ------------- | ---------- | --------------------------------- | -- | ---- |
| Eliminatorias Mundial de Norteamérica 2026 | Estados Unidos, México y Canadá | 6°lugar 22pts | En disputa | 0 (2 convocatorias como suplente) | 0  | 0    |

## Estadísticas

### Clubes
Actualizado al 13 de abril de 2025.
| Club                         | Div                 | Temporada           | Liga  | Liga  | Liga  | Copas Nacionales | Copas Nacionales | Copas Nacionales | Torneos Internacionales | Torneos Internacionales | Torneos Internacionales | Total | Total | Total | Prom. · |
| Club                         | Div                 | Temporada           | Part. | Goles | Asis. | Part.            | Goles            | Asis.            | Part.                   | Goles                   | Asis.                   | Part. | Goles | Asis. | Prom. · |
| ---------------------------- | ------------------- | ------------------- | ----- | ----- | ----- | ---------------- | ---------------- | ---------------- | ----------------------- | ----------------------- | ----------------------- | ----- | ----- | ----- | ------- |
| Once Caldas · Colombia       | 1.ª                 | 2018                | 26    | 0     | 3     | 7                | 1                | 0                | —                       | —                       | —                       | 33    | 1     | 3     | 0.03    |
| Once Caldas · Colombia       | 1.ª                 | 2019                | 22    | 5     | 4     | 4                | 0                | 1                | —                       | —                       | —                       | 26    | 5     | 5     | 0.19    |
| Once Caldas · Colombia       | 1.ª                 | 2020                | 3     | 0     | 0     | —                | —                | —                | —                       | —                       | —                       | 3     | 0     | 0     | 0       |
| Once Caldas · Colombia       | Total club          | Total club          | 51    | 5     | 7     | 11               | 1                | 1                | —                       | —                       | —                       | 62    | 6     | 8     | 0.1     |
| Gimnasia LP Argentina        | 1.ª                 | 2020-21             | —     | —     | —     | 24               | 6                | 1                | —                       | —                       | —                       | 24    | 6     | 1     | 0.25    |
| Gimnasia LP Argentina        | 1.ª                 | 2021                | 19    | 4     | 2     | —                | —                | —                | —                       | —                       | —                       | 19    | 4     | 2     | 0.21    |
| Gimnasia LP Argentina        | 1.ª                 | 2022                | 3     | 1     | 0     | 14               | 1                | 4                | —                       | —                       | —                       | 17    | 2     | 4     | 0.12    |
| Gimnasia LP Argentina        | Total club          | Total club          | 22    | 5     | 2     | 38               | 7                | 5                | —                       | —                       | —                       | 60    | 12    | 7     | 0.2     |
| Racing Club Argentina        | 1.ª                 | 2022                | 16    | 2     | 1     | 2                | 0                | 1                | —                       | —                       | —                       | 18    | 2     | 2     | 0.11    |
| Racing Club Argentina        | 1.ª                 | 2023                | 7     | 0     | 0     | 3                | 1                | 0                | —                       | —                       | —                       | 10    | 1     | 0     | 0.1     |
| Racing Club Argentina        | 1.ª                 | 2024                | 22    | 2     | 1     | 8                | 1                | 0                | 7                       | 2                       | 1                       | 37    | 5     | 2     | 0.14    |
| Racing Club Argentina        | Total club          | Total club          | 45    | 4     | 2     | 13               | 2                | 1                | 7                       | 2                       | 1                       | 65    | 8     | 4     | 0.13    |
| S. C. Internacional · Brasil | 1.ª                 | 2025                | 3     | 0     | 0     | 10               | 2                | 0                | 2                       | 0                       | 0                       | 15    | 2     | 0     | 0.2     |
| S. C. Internacional · Brasil | Total club          | Total club          | 3     | 0     | 0     | 10               | 2                | 0                | 2                       | 0                       | 0                       | 15    | 2     | 0     | 0.2     |
| Total en su carrera          | Total en su carrera | Total en su carrera | 121   | 14    | 11    | 72               | 12               | 7                | 9                       | 2                       | 1                       | 202   | 28    | 19    | 0.14    |

### Selección
| Selección | Año             | Amistosos | Amistosos | Amistosos | Mundial(1) | Mundial(1) | Mundial(1) | Sudamérica(2) | Sudamérica(2) | Sudamérica(2) | Total | Total | Total | Prom. · |
| Selección | Año             | Part.     | Goles     | Asis.     | Part.      | Goles      | Asis.      | Part.         | Goles         | Asis.         | Part. | Goles | Asis. | Prom. · |
| --- | --------------- | --------- | --------- | --------- | ---------- | ---------- | ---------- | ------------- | ------------- | ------------- | ----- | ----- | ----- | ------- |
| Sub-20 · Colombia | 2018            | —         | —         | —         | —          | —          | —          | 5             | 0             | 0             | 5     | 0     | 0     | 0       |
| Sub-20 · Colombia | 2019            | —         | —         | —         | 4          | 0          | 1          | 6             | 0             | 0             | 10    | 0     | 1     | 0       |
| Sub-20 · Colombia | Total           | 0         | 0         | 0         | 4          | 0          | 1          | 11            | 0             | 0             | 15    | 0     | 1     | 0       |
| Sub-23 · Colombia | 2019            | 1         | 0         | 0         | —          | —          | —          | —             | —             | —             | 1     | 0     | 0     | 0       |
| Sub-23 · Colombia | 2020            | —         | —         | —         | —          | —          | —          | 5             | 1             | 0             | 5     | 1     | 0     | 0.2     |
| Sub-23 · Colombia | Total           | 1         | 0         | 0         | 0          | 0          | 0          | 5             | 1             | 0             | 6     | 1     | 0     | 0.17    |
| Total Selección | Total Selección | 1         | 0         | 0         | 4          | 0          | 1          | 16            | 1             | 0             | 21    | 1     | 1     | 0.05    |
| (1) Incluye los partidos de: Copa Mundial de Fútbol Sub-20 (2019) (2) Incluye los partidos de: Juegos Odesur (2018)/Sudamericano Sub-20 (2019)/Preolímpico Sudamericano (2020) |                 |           |           |           |            |            |            |               |               |               |       |       |       |         |

## Palmarés

### Campeonatos regionales
| Título            | Equipo              | Estado             | Año  |
| ----------------- | ------------------- | ------------------ | ---- |
| Campeonato Gaúcho | S. C. Internacional | Río Grande del Sur | 2025 |

### Campeonatos nacionales
| Título                  | Equipo      | País      | Año  |
| ----------------------- | ----------- | --------- | ---- |
| Trofeo de Campeones     | Racing Club | Argentina | 2022 |
| Supercopa Internacional | Racing Club | Argentina | 2022 |

### Campeonatos internacionales
| Título            | Equipo          | Sede       | Año  |
| ----------------- | --------------- | ---------- | ---- |
| Juegos Odesur     | Colombia sub-20 | Cochabamba | 2018 |
| Copa Sudamericana | Racing Club     | Asunción   | 2024 |